# Celosia marilandica
Celosia marilandica är en amarantväxtart som beskrevs av Anders Jahan Retzius. Celosia marilandica ingår i släktet celosior, och familjen amarantväxter. Inga underarter finns listade i Catalogue of Life.